# Zia Hyunsu Shin
Zia Hyunsu Shin (Jeonju, 16 de julio de 1987) es una violinista surcoreana.

## Trayectoria
Shin nació en Jeonju y estudió en la Universidad Nacional de Artes de Corea. Toca un violín Guadagnini,  propiedad de la Fundación Cultural Kumho Asiana. Ganó su primer gran premio en el concurso internacional de violín  Marguerite Long-Jacques Thibaud en 2008. Hizo su debut profesional en 2009, tocando el Concierto para Violín de Mendelssohn en la Orquesta Sinfónica Nacional de Washington D.C bajo la dirección de Iván Fischer. Ganó el tercer puesto en la final del Concurso Internacional de Música Reina Isabel de Bélgica en 2012. 
Anteriormente era conocidamente solo por Hyun-Soo Shin (su nombre de nacimiento, escrito a la manera europea), pero en 2013 añadió el nombre Zia porque encontró que personas en otros países a menudo pronunciaban mal el nombre Hyun-Soo o suponían que era un hombre, porque no sabían si el nombre era masculino o femenino.